# Benjamin Jones
Benjamin "Ben" Jones, född 2 januari 1882, död 20 augusti 1963 i Johannesburg, var en brittisk tävlingscyklist.
Jones blev olympisk guldmedaljör i lagförföljelse vid sommarspelen 1908 i London.